# Arvid Kleven
Arvid Kleven, född 29 november 1899 i Trondheim, död 23 november 1929 i Oslo, var en norsk tonsättare. 
Kleven studerade i Kristiania, Paris och Berlin samt var från 1919 till sin död flöjtist vid filharmoniska sällskapet i Kristiania. Hans orkesterverk Lotusland, Skogen, Symfonisk fantasi och Sinfonia libera har uppförts på flera platser i utlandet. Dessutom skrev han bland annat en violinsonat, sånger med piano, canzonetta för violin och orkester, poema för cello och piano samt pianostycken.